# Leroy & Stitch
Leroy & Stitch is een Amerikaanse animatiefilm uit 2006. De film is een spin-off van de film Lilo & Stitch, en werd gemaakt ter afsluiting van televisieserie Lilo & Stitch: The Series. De film debuteerde als televisiefilm op Disney Channel.

## Verhaal
Lilo & Stitchs missie zit erop: alle 626 experimenten van Jumba zijn gevangen, en ondergebracht op een geschikte plek. Lilo en haar familie krijgen van de raadsvrouw van de Galactic Alliance allemaal een belonging: Jumba krijgt zijn oude laboratorium terug, Pleakley krijgt een positie als voorzitter van Aardstudies bij de G.A.C.C. (Galactic Alliance Community College), Stitch wordt kapitein van de Galactic Armada (de positie die Gantu vroeger had), en Lilo wordt officieel ambassadeur van de aarde. Dit betekent echter wel dat de groep uit elkaar zal gaan.
Ondertussen besluit Gantu zijn baas, Dr. Hämsterviel, uit de gevangenis te bevrijden. Hij laat experiment 625 achter op aarde. Hij slaagt in zijn missie. Stitch krijgt zijn eerste opdracht: Hämsterviel weer vangen. Jumba keert terug naar zijn lab, maar ontdekt als snel dat nu hij niemand meer heeft om zijn uitvindingen aan te tonen hij niet echt gelukkig is. Dan dringen Hämsterviel en Gantu het lab binnen. Hämsterviel eist onder dreiging van een wapen dat Jumba een nieuw experiment voor hem maakt. Hij maakt een roodkleurige kopie van Stitch, die van Hämsterviel de naam Leroy krijgt. Wanneer Stitch in het lab arriveert om Hämsterviel te vangen, is Leroy net voltooid. Leroy verslaat Stitch, waarna hij, Jumba en Pleakley (die kwam kijken hoe het met Jumba ging) worden opgesloten in een schip dat Hamsterviel naar een zwart gat stuurt. Hämsterviel maakt zijn plan bekend om Leroy te klonen en met dit leger de Galactic Alliance over te nemen.
Terug op Aarde wil Lilo contact zoeken met Stitch, maar dit kan alleen via een videofoon. De enige videofoon bevindt zich in Gantus oude schip. Daar treft ze enkel 625 aan, die behoorlijk verbitterd is over dat Gantu hem alleen liet. Lilo biedt hem net als de andere experimenten een plaats aan in haar uitgebreide familie, en geeft hem eindelijk een naam: Reuben (vernoemd naar een Reuben sandwich). Reuben laat haar de videofoon gebruiken, maar Lilo krijgt enkel Leroy aan de lijn. Beseffend dat er iets mis is, vraagt ze Reuben om het schip te repareren. Reuben gebruikt eindelijk zijn krachten, en spoedig vertrekken de twee de ruimte in. Nauwelijks zijn ze weg, of Leroy arriveert op aarde om alle experimenten daar te vangen.
Jumba, Pleakley en Stitch kunnen net op tijd ontsnappen uit het schip waarin ze opgesloten zijn. Ondertussen arriveren Lilo en Reuben op de planeet Turo, maar in plaats van de raadsvrouw vinden ze daar Hämsterviel. Gantu neemt de twee gevangen, maar laat hen al snel weer vrij daar Hämsterviel hem ontslagen heeft. Jumba, Pleakley en Stitch arriveren met hun schip, en het hele gezelschap zet koers naar de aarde.
Op aarde heeft Leroy alle experimenten verzameld in een stadion, waar Hämsterviel ze in één keer wil vernietigen. Stitch & co arriveren, waarna een groots gevecht losbreekt tussen de experimenten en de Leroy-klonen. Jumba onthuld dat hij in het geheim een “foutje” heeft ingeprogrammeerd toen hij Leroy maakte: indien Leroy de muziek "Aloha 'Oe" van Elvis Presley hoort, zal hij gedeactiveerd worden. Met behulp van de apparatuur in het stadion geeft Stitch een live-optreden van het nummer, en alle Leroy-klonen worden uitgeschakeld.
Nu alles weer bij het oude is besluiten Jumba, Pleakley en Stitch de aan hen gegeven posities op te geven zodat ze weer op aarde kunnen gaan wonen. Gantu krijgt zijn oude rang als kapitein terug, met Reuben als zijn rechterhand.

## Cast
| Acteur                   | Personage                                        |
| ------------------------ | ------------------------------------------------ |
| Chris Sanders            | Stitch en Leroy                                  |
| Daveigh Chase            | Lilo Pelekai                                     |
| Tia Carrere              | Nani Pelekai                                     |
| David Ogden Stiers       | Dr. Jumba Jookiba                                |
| Kevin McDonald           | Agent Pleakley                                   |
| Kevin Michael Richardson | Gantu                                            |
| Jeff Bennett             | Dr. Hämsterviel                                  |
| Rob Paulsen              | Reuben (Experiment 625), Squeak (Experiment 110) |
| Zoe Caldwell             | the Grand Councilwoman                           |
| Ving Rhames              | Cobra Bubbles                                    |
| Liliana Mumy             | Mertle Edmonds                                   |
| Tara Strong              | Angel, The Alien girl from Pleakley's college    |
| Tress MacNeille          | Bonnie (Experiment 149), Gigi (Experiment 007)   |
| Bobcat Goldthwait        | Nosy (Experiment 199)                            |
| Rocky McMurray           | Clyde (Experiment 150)                           |
| Lili Ishida              | Yuki                                             |
| Jillian Henry            | Elena                                            |
| Kali Whitehurst          | Teresa                                           |

## Nederlandse stemmen
- Lilo: Demi Kruimer
- Stitch/Leroy: Bob van der Houven
- Nani: Ingeborg Wieten
- Jumba: Jan Anne Drenth
- Pliekie: Huub Dikstaal
- Gantoe: Hero Muller
- Hämsterviel: Olaf Wijnants
- Ruben: Reinder van der Naalt
- Raadsvrouwe: Elsje Scherjon

- Regie dialoog: Ruud Drupsteen
- Vertaling dialoog: Hanneke van Bogget

## Prijzen en nominaties
In 2007 werd Leroy & Stitch genomineerd voor een Golden Reel Award in de categorie Best Sound Editing in a Direct to Video Project, maar won deze niet.